# Fred Jones
Frederick Herman Jones är en fiktiv karaktär i den amerikanska animerade serien Scooby-Doo. Fred utgör en del av mysteriegänget, som löser mysterier tillsammans med sin Grand danois Scooby-Doo.